# Азнакаєв Емір Гайович
Емі́р Га́йович (Ганеєвич) Азнака́єв (1951) — український фізик, доктор фізико-математичних наук (1989), професор (1997).

## Життєпис
1973 року закінчив Київський університет, по тому працював в Інституті теоретичної фізики АН УРСР (1970—1973), в 1973-1977-х — молодший науковий співробітник кафедри молекулярної фізики фізичного факультету Київського університету.
Від 1977 в Київському інституті інженерів цивільної авіації — асистент, доцент, головний науковий співробітник, професор кафедри фізики. Одночасно в 1977-1990-х роках працював у відділі гідробіоніки та управління граничним станом Інституту гідромеханіки АН УРСР.
Наукові зацікавлення:
- питання статистичної фізики
- процеси переносу маси, імпульсу та енергії в щільних газах, рідинах і їхніх сумішах
- перенос випромінювання у щільних лазерних середовищах
- гідродинаміку багатофазових та турбулентних щільних потоків
- питання надійності авіаційної техніки.

Серед робіт:
- «Коефіцієнти переносу щільних середовищ», 1983
- «Процеси переносу в багатокомпонентних сумішах газів та рідин», 1991
- «Дослідження процесів переносу в рідинах, їхніх сумішах та щільних багатофазних і біологічних середовищах», 1998